# Gymnadenia corneliana
La nigritella di Cornelia Rudio (Gymnadenia corneliana (Beauverd) Teppner & E.Klein, 19896) è una pianta erbacea della famiglia delle Orchidacee.

## Etimologia
Il nome generico (Gymnadenia) deriva da due parole greche: gymnos (= nudo) e adèn (= ghiandola) e deriva dal fatto che i retinacoli (le estremità nettarifere con ghiandole vischiose per far aderire il polline agli insetti pronubi) non sono racchiusi nelle borsicole ma sono praticamente “nude”. Il termine (nigritella), deriva dal latino e si riferisce al colore scuro dei fiori della specie tipo (Nigritella nigra). L'epiteto specifico (di Cornelia Rudio) è in onore alla botanica ginevrina che per prima individuò questa specie.
La nomenclatura scientifica di questa pianta inizialmente era Nigritella nigra subsp. corneliana, proposta dal botanico Gustave Beauverd (1867-1942) nel 1926, nome modificato successivamente in quello attualmente usato (Gymnadenia corneliana) proposto dai botanici Herwig Teppner e Erich Klein nel 1998.
In lingua tedesca questa pianta si chiama Cornelia Rudios Männertreu; in lingua francese si chiama Nigritelle de Cornelia Rudio.

## Descrizione
È una pianta erbacea alta da 10 a 30 cm. La forma biologica è geofita bulbosa (G bulb), ossia è una pianta perenne che porta le gemme in posizione sotterranea. Durante la stagione avversa non presenta organi aerei e le gemme si trovano in organi sotterranei chiamati bulbi o tuberi, strutture di riserva che annualmente producono nuovi fusti, foglie e fiori. È un'orchidea terrestre in quanto contrariamente ad altre specie, non è “epifita”, ossia non vive a spese di altri vegetali di maggiori proporzioni.

### Radici
Le radici sono di tipo fascicolato e secondarie da bulbo, e sono posizionate nella parte superiore dei bulbi.

### Fusto
- Parte ipogea: la parte sotterranea del fusto è composta da alcuni piccoli bulbi ovoidali a forma digitato-lobata le cui funzioni sono quelle di alimentare la pianta, ma anche di raccolta dei materiali nutritizi di riserva.
- Parte epigea: la parte aerea del fusto è breve, semplice ed eretta. La superficie è striata.

### Foglie
- Foglie basali: sono le più numerose del genere (fino a 18 foglie) e sono sviluppate normalmente a forma lineare-graminiforme; sono scanalate longitudinalmente.
- Foglie cauline: sono progressivamente ridotte a delle squame patenti simili a brattee.

### Infiorescenza

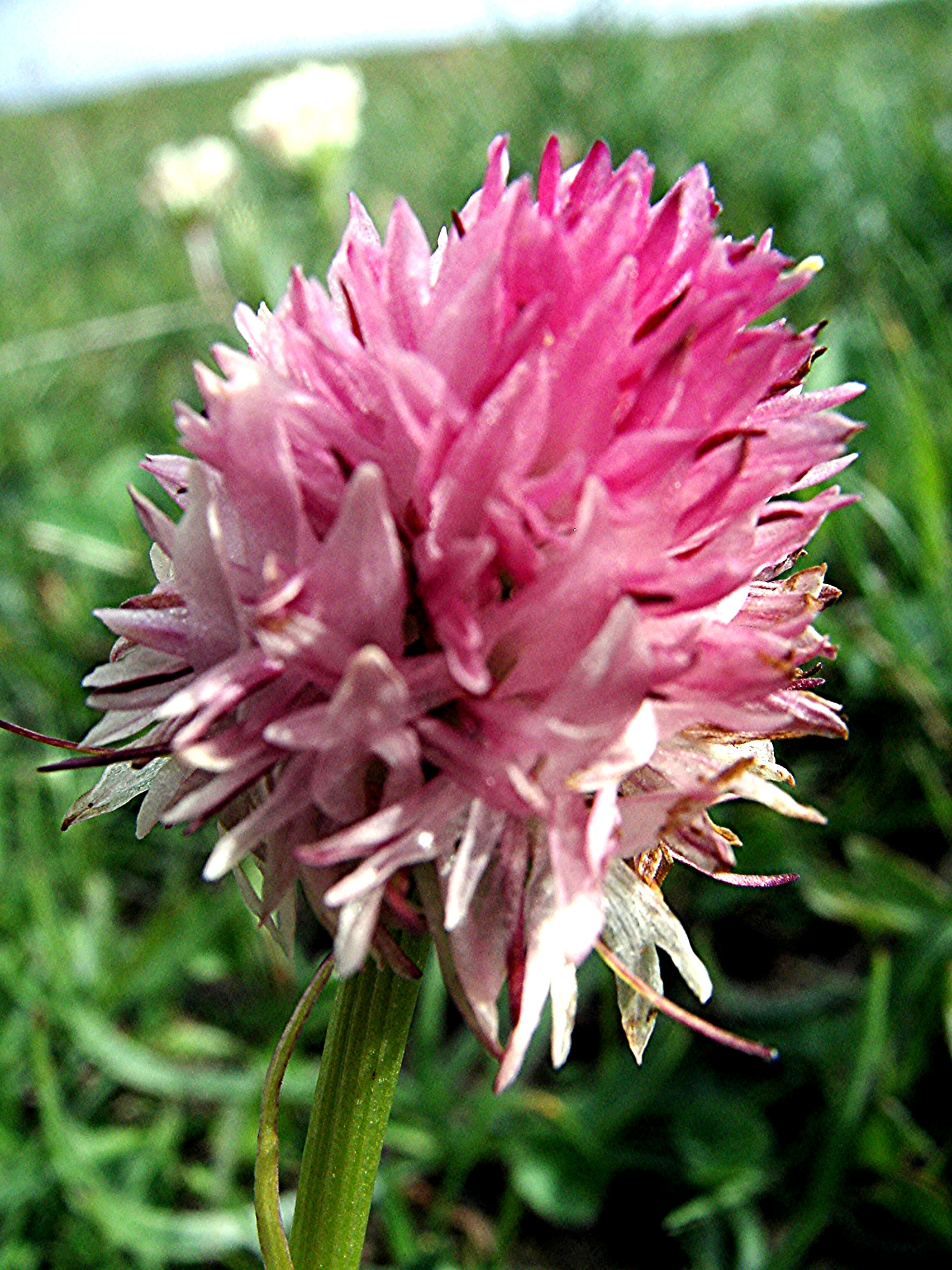
Infiorescenza

L'infiorescenza è una spiga terminale con una forma ovato-allungata con molti piccoli fiori appressati e non contorti sull'asse (il labello si trova nella posizione originaria superiore). I fiori si trovano alle ascelle di brattee lunghe quanto i fiori stessi; i margini delle brattee sono dentellate fittamente (i singoli dentelli hanno una forma conica).

### Fiore
I fiori sono ermafroditi ed irregolarmente zigomorfi, pentaciclici (perigonio a 2 verticilli di tepali, 2 verticilli di stami (di cui uno solo fertile – essendo l'altro atrofizzato), 1 verticillo dello stilo). I fiori sono colorati da rosa, scuro nella parte superiore, sfumati di bianco in quella inferiore. Dimensione dei fiori: 6 – 10 mm.
- Formula fiorale: per queste piante viene indicata la seguente formula fiorale:

X, P 3+3, [A 1, G (3)], infero, capsula
- Perigonio: il perigonio è composto da 2 verticilli con 3 tepali (o segmenti) ciascuno (3 interni e 3 esterni). Tutti i segmenti sono molto simili tra di loro (a parte il labello) ed hanno una forma lanceolata con apice acuto. La disposizione di questi segmenti è patente.
- Labello: il labello è intero e semplice (non diviso in due parti). Rispetto ad altre orchidee è più simile agli altri tepali, ma solamente un po' più grande a forma ovata. I margini basali sono rialzati quasi congiunti, si presenta quindi con delle fauci tubuliformi e una forma a insellatura arcuata. Sul retro è presente un piccolo sperone rigonfio.
- Ginostemio: lo stame con le rispettive antere (in realtà si tratta di una sola antera fertile biloculare – a due logge) è concresciuto (o adnato) con lo stilo e lo stigma e forma una specie di organo colonnare chiamato "ginostemio"[5]. In questa specie quest'organo è molto corto. Il polline è conglutinato in pollinii (o masse polliniche). Le masse polliniche sono collegate al retinacolo tramite una caudicola. Il retinacolo consiste in una ghiandola vischiosa sporgente e nuda (privo di borsicola). L'ovario, sessile in posizione infera è formato da tre carpelli fusi insieme[3], e non è contorto.
- Fioritura: da giugno ad agosto.

### Frutti
Il frutto è una capsula. Al suo interno sono contenuti numerosi minutissimi semi piatti. Questi semi sono privi di endosperma e gli embrioni contenuti in essi sono poco differenziati in quanto formati da poche cellule. Queste piante vivono in stretta simbiosi con micorrize endotrofiche, questo significa che i semi possono svilupparsi solamente dopo essere infettati dalle spore di funghi micorrizici (infestazione di ife fungine). Questo meccanismo è necessario in quanto i semi da soli hanno poche sostanze di riserva per una germinazione in proprio.

## Biologia
La riproduzione di questa pianta può avvenire in due modi: 
- per via sessuata grazie all'impollinazione degli insetti pronubi; la germinazione dei semi è tuttavia condizionata dalla presenza di funghi specifici (i semi sono privi di albume – vedi sopra). La disseminazione è di tipo anemocora.
- per via vegetativa in quanto uno dei bulbi possiede la funzione vegetativa per cui può emettere gemme avventizie capaci di generare nuovi individui.
- Impollinazione: il labello di questa orchidea non è molto vistoso (come in altre orchidee) in quanto non ha una funzione attrattiva primaria per gli insetti impollinatori. Questi sono tipicamente delle farfalle che sono attratte di più dall'insieme dell'infiorescenza e dai suoi profumi. Inoltre il labello essendo specializzato per le farfalle non è resupinato (ruotato di 180°) per facilitare l'accesso al nettario contenuto nello sperone ad altri insetti con proboscide più grande[7].

## Distribuzione e habitat
- Geoelemento: il tipo corologico (area di origine) è Ovest-Alpico; può considerarsi un sub-endemismo delle Alpi occidentali.
- Distribuzione: questa pianta si trova nelle Alpi occidentali in Piemonte (province di Cuneo e Torino), in Liguria (provincia di Imperia), e in Francia (dipartimenti francesi di Alpes-Maritimes, Alpes-de-Haute-Provence, Hautes-Alpes, Isère e Savoia).
- Habitat: l'habitat tipico di queste piante sono le praterie rase alpine e subalpine comprese le zone semi-rocciose. Il substrato preferito è calcareo con pH basico, bassi valori nutrizionali del terreno che deve essere mediamente umido.
- Distribuzione altitudinale: sui rilievi queste piante si possono trovare da 1600 fino a 2600 m s.l.m.; frequentano quindi i seguenti piani vegetazionali: montano e subalpino (in parte anche quello alpino).

### Fitosociologia
Dal punto di vista fitosociologico Gymnadenia corneliana appartiene alla seguente comunità vegetale:
Formazione: delle comunità delle praterie rase dei piani subalpino e alpino con dominanza di emicriptofite
Classe: Elyno-Seslerietea variae
Ordine: Seslerietalia variae

## Tassonomia
In passato questa pianta veniva attribuita al genere Nigritella.
Il numero cromosomico di G. corneliana è: 2n = 40.

### Varietà
Per questa specie attualmente si propongono due varietà:
- Gymnadenia corneliana var. bourneriasii (E.Breiner & R.Breiner) Pellic. (sinonimo: Nigritella corneliana var. bourneriasii (E. & R.Breiner) E.Klein (1996))
- Gymnadenia corneliana var. vesubiana (G.Keller) G.Foelsche & W.Foelsche (sinonimo: Nigritella corneliana var. vesubiana (G.Keller) G. & W.Foelsche) (1999)

Differiscono dalla specie nominale per un portamento più robusto (la prima) e per i fiori più biancastri (la seconda). 

### Ibridi
La pianta di questa voce con la sottospecie Gymnadenia rhellicani (Teppner & E.Klein) Teppner & E.Klein (sinonimo: Nigritella nigra subsp. rhellicani (Teppner & E.Klein) H.Baumann, Künkele & R.Lorenz, 2004) può formare il seguente ibrido:
- Gymnadenia × delphineae (M.Gerbaud & O.Gerbaud) M.Gerbaud & O.Gerbaud (sinonimo: Nigritella × delphineae M.Gerbaud & O.Gerbaud, 1996).

Sono stati osservati anche ibridi intergenerici con la specie Pseudorchis albida (L.) Á. Löve & D. Löve, 1969.

### Sinonimi
- Nigritella corneliana (Beauverd) Gölz & H.R.Reinhard
- Nigritella nigra subsp. corneliana Beauverd, 1926 (basionimo)
- Nigritella lithopolitanica subsp. corneliana (Beauverd) Teppner & E.Klein, 1985

### Specie simili
Tutte le specie del genere Gymnadenia (sottospecie Nigritella) sono molto simili tra di loro, facilmente si ibridano creando individui intermedi di difficile separazione, inoltre sono delle piante molto variabili (alcune sono tetraploidi). Qui di seguito elenchiamo alcune di queste specie e sottospecie:
- Gymnadenia rubra Wettst. (sinonimo: Nigritella rubra (Wettst.) K.Richt. (1890)) - Nigritella rossa: l'infiorescenza è più allungata; il colore dei fiori è più decisamente rosso-rubino; la parte basale del labello è meno panciuta.
- Gymnadenia buschmanniae (Teppner & Ster) Teppner & E.Klein. (sinonimo: Nigritella rubra subsp. buschmanniae (Teppner & Ster) H.Baumann & R.Lorenz (2005)) - Nigritella di Adolfine Buschmann: ha una struttura più robusta, mentre le brattee dell'infiorescenza presentano dei margini biancastri e denticolati.
- Gymnadenia widderi (Teppner & E.Klein) Teppner & E.Klein. (sinonimo: Nigritella rubra subsp. widderi (Teppner & E.Klein) H.Baumann & R.Lorenz (2005)) – Nigritella di Widder: l'infiorescenza è la più chiara di tutto il genere (i fiori alla base dell'infiorescenza sono quasi bianchi).
- Gymnadenia lithopolitanica (Ravnik) Teppner & E.Klein (sinonimo: Nigritella lithopolitanica Ravnik (1978)) – Nigritella delle Alpi di Kamnik: si trova in Slovenia e nei Länder austriaci della Stiria e della Carinzia; ha una colorazione più chiara e l'infiorescenza è più globosa.
- Gymnadenia archiducis-joannis (Teppner & E.Klein) Teppner & E.Klein. (sinonimo: Nigritella archiducis-joannis Teppner & E.Klein (1985)) – Nigritella dell'Arciduca Giovanni: si trova solo nella Stiria; l'infiorescenza è più rosata e i fiori sono meno aperti.
- Gymnadenia stiriaca (Rech.) Teppner & E.Klein (sinonimo: Nigritella stiriaca (Rech.) Teppner & E.Klein (1985)) - Nigritella della Stiria: si trova nei Länder austriaci della Stiria, Salisburgo e Vienna; l'infiorescenza e ha una forma più conica; i fiori sono più piccoli (5 – 7 mm) e i tepali più stretti.

## Conservazione
Come tutte le orchidee è una specie protetta e quindi ne è vietata la raccolta e il commercio ai sensi della Convenzione sul commercio internazionale delle specie minacciate di estinzione (CITES).